# Yahya Hassan

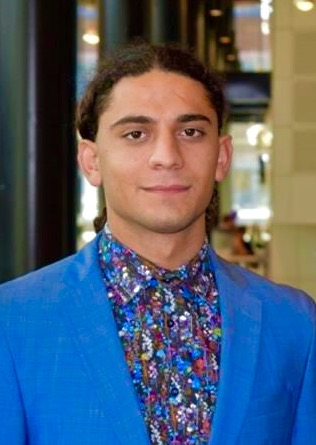
Yahya Hassan (2015)

Yahya Hassan (* 19. Mai 1995 in Aarhus; † 29. April 2020 ebenda) war ein dänischer Lyriker. Sein 2013 erschienener Gedichtband Yahya Hassan: Digte ist mit mehr als 120.000 Exemplaren der meistverkaufte Gedichtband eines Debütanten in der Geschichte der dänischen Literatur.

## Leben
Hassan wuchs als Sohn palästinensischer Flüchtlinge in einem als „Problemviertel“ und „Ghetto“ beschriebenen Viertel mit hohem Migrantenanteil in Aarhus-West auf. Hassan beschreibt sein Elternhaus als zerrüttet, von seinem Vater wurde er regelmäßig misshandelt. Hassan glitt in die Kriminalität ab und wurde in sonderpädagogischen Einrichtungen für straffällig gewordene Jugendliche untergebracht. In der Einrichtung Solhaven in Farsø entdeckten und förderten Pädagogen sein schriftstellerisches Talent.
In Solhaven kam es zu einer Affäre zwischen dem damals 16-jährigen Hassan und der 38-jährigen Pädagogin Louise Østergaard, die Hassan in seinem Gedicht Kontaktpersonen thematisiert. 2014 erschien Østergaards Roman Ord („Wort“), in dem die problematische Beziehung, die zu Østergaards Kündigung und Scheidung führte, verarbeitet wird.
Hassan begann sich auf das Schreiben zu konzentrieren. Er besuchte u. a. eine „Rap-Akademie“ sowie Kurse für kreatives Schreiben an mehreren Einrichtungen.
Im Februar 2013 nahm Hassan am Literaturfestival Litt Talk der Vallekilde Højskole teil. Seine Lesungen wurden im dänischen Fernsehen thematisiert.
Im Juni 2013 trat Hassan mit seinen Gedichten im traditionsreichen Aarhus Teater auf. Im September las Hassan aus seinen Gedichten im Rahmen der Århus Festwoche. In einer Rezension des dänischen Rundfunks wurde die sprachliche Virtuosität seiner „Ghettogedichte“ hervorgehoben.
Im Oktober 2013 erschien in Politiken, einer der führenden dänischen Tageszeitungen, ein vielbeachtetes Interview mit Hassan unter der Überschrift „Ich bin fucking wütend auf die Generation meiner Eltern“. In dem Artikel, wie auch andernorts, äußerte sich Hassan kritisch über sein Herkunftsmilieu. Er attestierte der Generation seiner Eltern, sich am Koran festzuklammern, während sie den Sozialstaat betrügen, ihre Kinder verprügeln und verhindern, dass diese sich in die Gesellschaft integrieren.
Für diese Ansichten wurde Hassan wiederum von dänischen Muslimen kritisiert. Es gab auch wiederholt Morddrohungen gegen Hassan, der deshalb unter Personenschutz gestellt wurde. Im November 2013 wurde Hassan in Kopenhagen von einem Islamisten überfallen und verletzt.

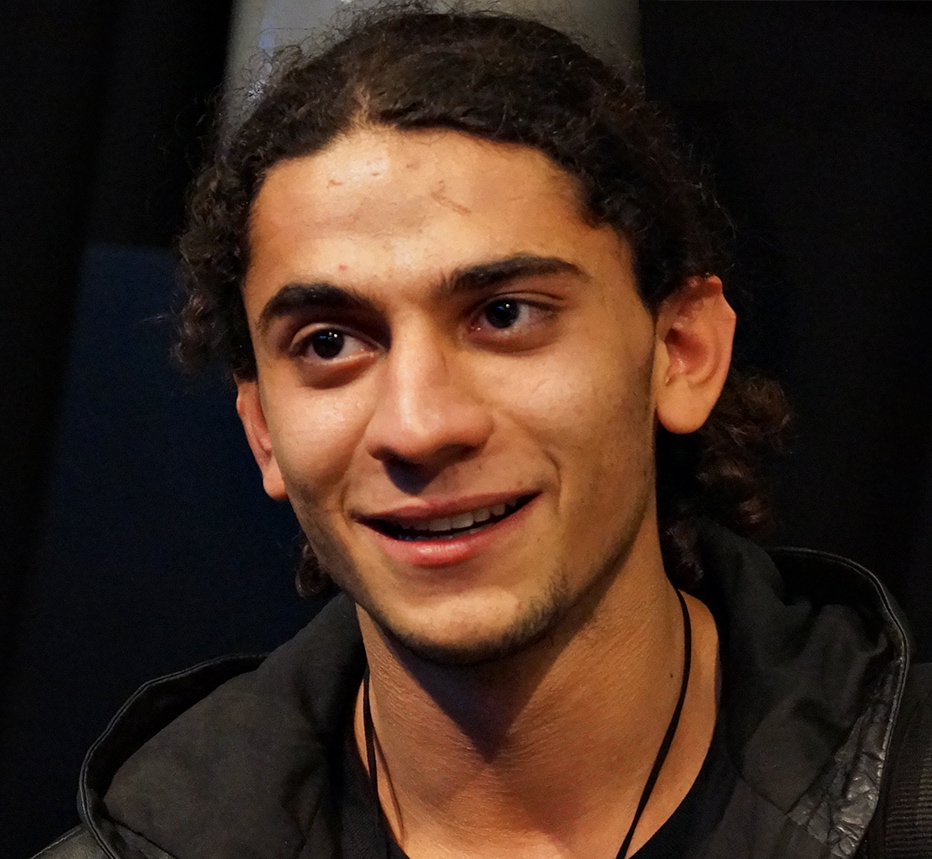
Yahya Hassan (2013)

Im November 2013 las Hassan in einer Schule in Odense aus seinen Gedichten unter Anwesenheit einer großen Zahl von Journalisten sowie der dänischen Sozial- und Integrationsministerin. Die Lesung hatte zunächst in der Stadtbibliothek stattfinden sollen, die jedoch aufgrund der von der Polizei festgestellten Gefahrenlage absagte.
Die Absage der Bibliothek wurde kritisiert und auch im dänischen Parlament thematisiert.
Im April 2015 trat Hassan der Kleinpartei Nationalpartiet bei, für die er ohne Erfolg bei der Folketingswahl 2015 antrat. Im Februar 2016 wurde Hassan aus der Partei ausgeschlossen, nachdem er wegen Fahrens unter Drogeneinfluss verhaftet worden war.
Hassan wurde im September 2016 in Aarhus zu einer Haftstrafe von einem Jahr und neun Monaten und einer Geldstrafe von 40.000 dänischen Kronen wegen der Verletzung eines Siebzehnjährigen durch einen Pistolenschuss verurteilt.
Ende April 2020 wurde Hassan in seiner Wohnung tot aufgefunden; er wurde 24 Jahre alt.

## Werk
Die Gedichtsammlung Yahya Hassan: Digte erschien zunächst in einer Auflage von 800 Exemplaren beim traditionsreichen Gyldendal-Verlag. Diese erste Auflage war sehr schnell ausverkauft. Daraufhin erhöhte der Verlag die Auflage mehrere Male. Bis April 2014 waren bereits mehr als 100.000 Exemplare verkauft.
In den Gedichten verarbeitete Hassan sein Heranwachsen in einem zerrütteten Umfeld, das von Gewalt, Versagen und Kriminalität bestimmt ist. Die Gedichte sind auch Anklagen gegen die Generation seiner Eltern und gegen den Islam.
Von der dänischen Literaturkritik wurden die Gedichte positiv aufgenommen. Gelobt wurden u. a. die innovative und kraftvolle Sprache und der sozialrealistische Inhalt. Aufgrund von Hassans Migrationshintergrund und der in den Gedichten geäußerten Kritik an bestimmten Einwanderermilieus weist die Debatte um Hassans Gedichte auch politische Züge auf, obgleich die Literaturkritik anerkennt, dass das Buch ein literarisches Werk sei. In Politiken wurde Hassan als „Einwandererdichter“ bezeichnet. Hassan selbst betonte, sich stets nur als Dichter zu äußern und kein Teilnehmer der politischen Integrationsdebatte zu sein.
Jörg Lau sieht in dem Buch „Züge eines lyrischen Bildungsromans“. Man habe Hassan als zornigen jungen Mann eingeordnet, doch das führe auf ein falsches Gleis: „Es geht hier eigentlich nicht um Wut, sondern vielmehr um Freiheit. Und die dichterische Sprache ist das Mittel, sie zu gewinnen.“
Die Gedichtsammlung wird außer in Dänemark gegenwärtig in den Niederlanden, in Italien, Norwegen, Schweden und in Deutschland verkauft. Eine Übersetzung ins Englische war geplant.

## Veröffentlichungen
- Et godt sted at dø in der Anthologie Vi er herinde, Brønderslev Forfatterskole (2011)
- Yahya Hassan : Digte, Gyldendal, 2013, ISBN 978-87-02-15352-1

Yahya Hassan: Gedichte. Aus dem Dänischen von Annette Hellmut und Michel Schleh, Ullstein 2014. (eingeschränkte Vorschau in der Google-Buchsuche)
- Yahya Hassan 2, Gyldendal, 2019, ISBN 978-87-02-26586-6

## Preise
- 2013: Bogforum-Debütantenpreis
- 2013: Goldener Lorbeer des dänischen Buchhandels
- 2013: Weekendavisens litteraturpris des dänischen Wochenblatts Weekendavisen